# Pan van Persijn

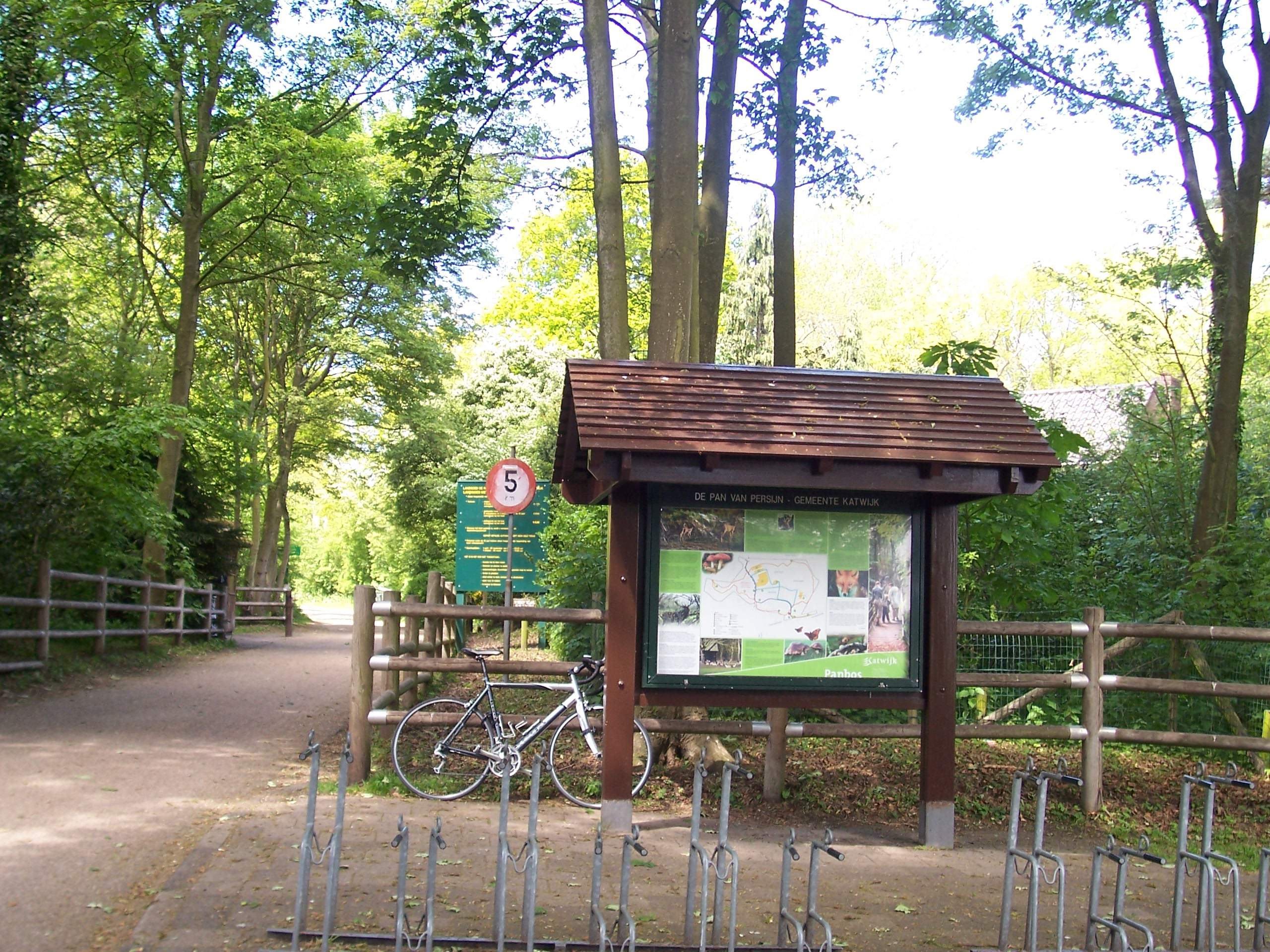
Ingang Pan van Persijn, met informatiebord

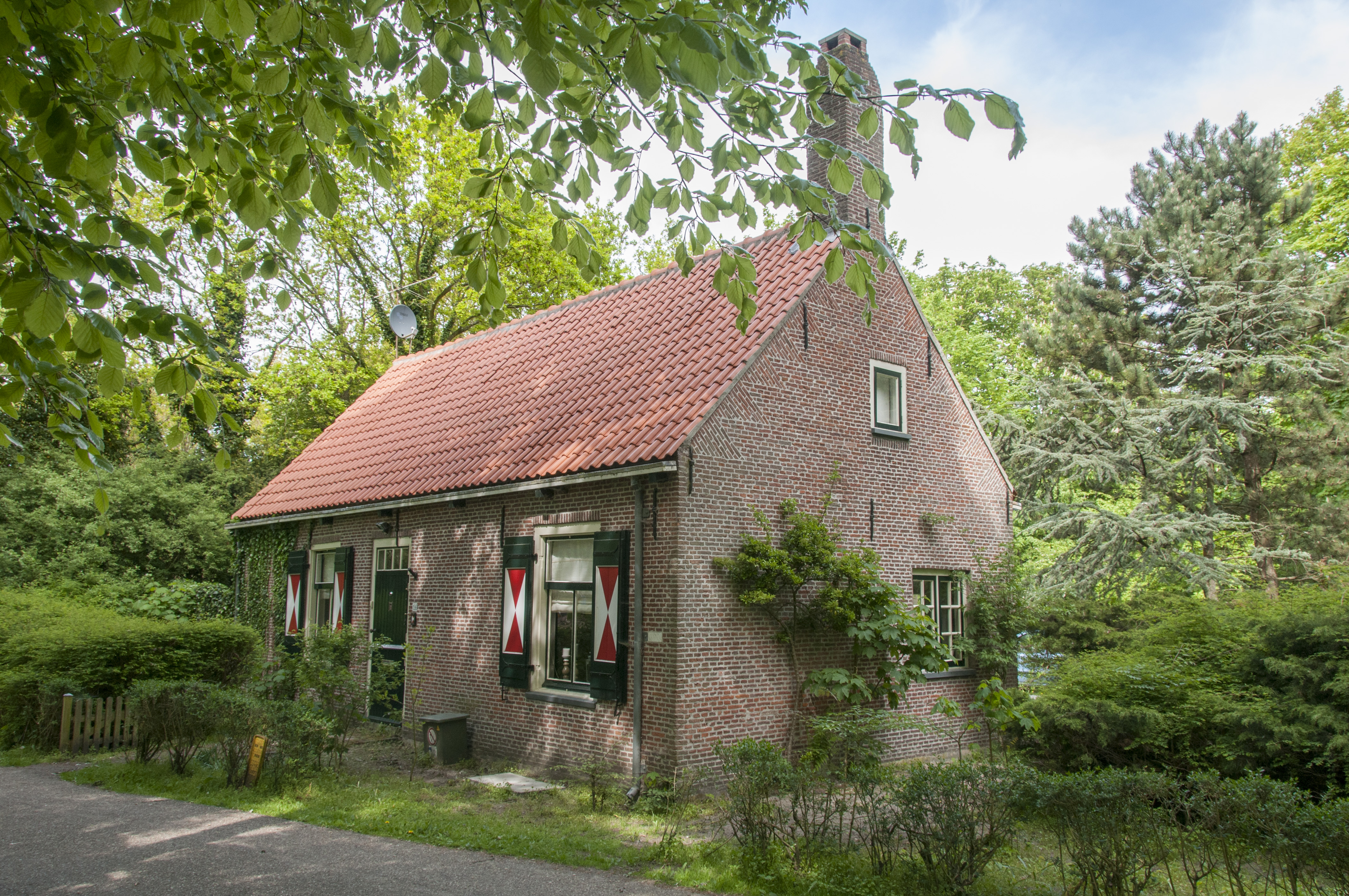
Oud boswachtershuisje, Panbos

De Pan van Persijn, in de volksmond Panbos, is een Nederlands recreatiegebied in een bebost duingebied in de Zuid-Hollandse gemeenten Katwijk en Wassenaar, nabij de Katwijkse buurtschap De Pan.
Het Panbos is eigendom van de gemeente Katwijk en maakt deel uit van het natuurmonument Berkheide in beide gemeenten.
Het was ooit het jachtgebied van de Heren van Persijn, wier kasteel in Wassenaar stond. Vanaf 1900 is het landgoed voor verschillende doeleinden gebruikt, zoals weide- en teelgrond. In de Tweede Wereldoorlog maakte het gebied onderdeel uit van de Atlantikwall, waar nog steeds overblijfselen van te zien zijn. In 1955 werd het in slechte staat verkerende landgoed door de gemeente Katwijk aangekocht van de familie Jochems, eigenaren van het Wassenaars landgoed Duindigt.
Het gedeelte van het Panbos op Wassenaars grondgebied maakt nog onderdeel uit van Duindigt en kreeg in 2007 de naam Meta's Duin, ter nagedachtenis aan familietelg Meta Jochems, die hier haar lievelingsduin had.

## Recreatie

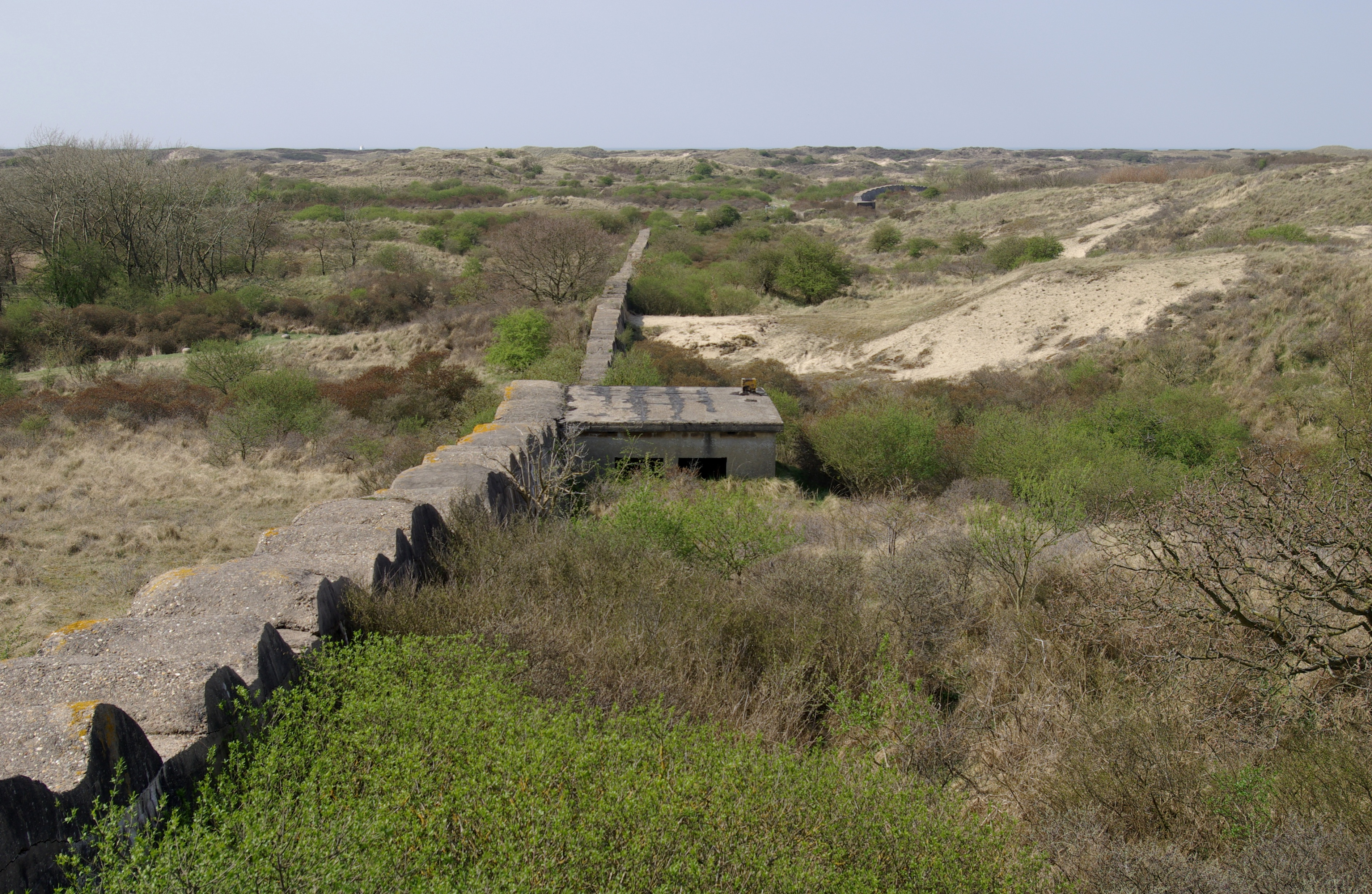
Een nog lang deel van de Atlantikwall, achter de Pan van Persijn, natuurmonument Berkheide.

In het Panbos kan men wandelen, recreëren, picknicken, sporten (hardlopen en gebruikmaken van diverse toestellen), spelen, enzovoorts. Er zijn diverse speelweiden, vijvers en een hertenkamp. Op 15 juli 2010 is het NatuurOntdekkingspad geopend, voor kinderen van 6-12 jaar. Op deze wandelroute komt men palen tegen met diverse houten dierenfiguren. 
Ook een tankmuur, als overblijfsel van de Atlantikwall, maakt onderdeel uit van het recreatiegebied. Dit stukje van ruim 100 meter is vrij te bezichtigen. Een nog kilometers lang gedeelte van de Atlantikwall ligt vlak achter de hekken van de Pan van Persijn en is niet vrij toegankelijk. Dit betreft een lang gedeelte van de tankmuur, bijbehorende bunkers en rijen drakentanden, dat met enkele kleine onderbrekingen verder ondoorbroken tussen Katwijk en Wassenaar in ligt.
Voor toegang tot het Panbos moet betaald worden indien men het betreedt via de hoofdingang aan de provinciale weg N441 (Wassenaarseweg).
Men kan het Panbos wandelend bereiken via de Katwijkse Zuidduinen of met de auto, lopend, per fiets of openbaar vervoer via de officiële hoofdingang aan de Wassenaarseweg richting Wassenaar.

## Schotse hooglanders
Net buiten het recreatiegebied lopen Schotse hooglanders rond. Men moet eerst door een hekje waar de nodige informatie en waarschuwingen op staan. Zo wordt aanbevolen op afstand van de dieren te blijven en geen honden in het gebied mee te nemen. 